# Alexis (Hessen-Philippsthal-Barchfeld)

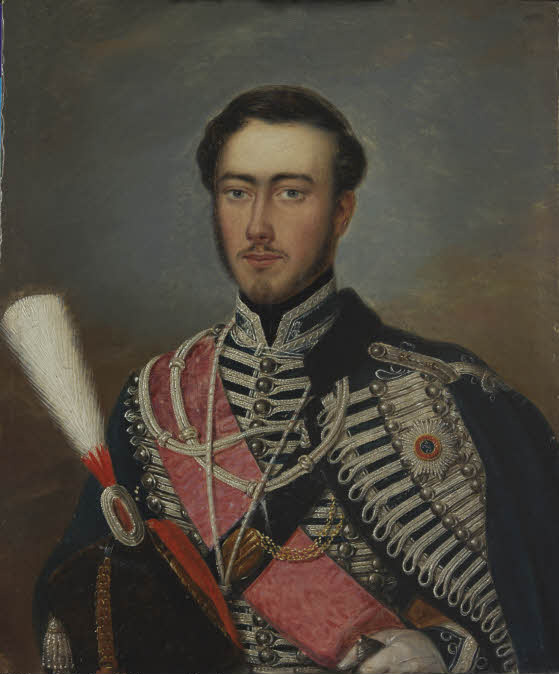
Landgraf Alexis von Hessen-Philippsthal-Barchfeld

Alexis Wilhelm Ernst Prinz und Landgraf von Hessen-Philippsthal-Barchfeld (* 13. September 1829 in Burgsteinfurt; † 16. August 1905 in Herleshausen) war paragierter Landgraf von Hessen-Philippsthal-Barchfeld aus dem Haus Hessen.

## Leben
Alexis war ein Sohn des Landgrafen Karl von Hessen-Philippsthal-Barchfeld (1784–1854) aus dessen zweiter Ehe mit Sophie (1794–1873), Tochter des Fürsten Ludwig Wilhelm Geldricus Ernst zu Bentheim und Steinfurt. Er folgte seinem Vater 1854 als Landgraf von Hessen-Philippsthal-Barchfeld.
Alexis war preußischer General der Kavallerie à la suite, ab 1866 Mitglied der Kommunalstände in Kassel und Träger des preußischen Schwarzen Adlerordens.
Kurhessen wurde einschließlich Hessen-Philippsthal-Barchfeld 1866 durch Preußen annektiert und Alexis erhielt gemeinsam mit Landgraf Ernst von Hessen-Philippsthal 1880 aus dem kurhessischen Fideikommiss eine Rente von 300.000 Mark, sowie die Schlösser Hanau, Rotenburg und Schönfeld als Privatfideikommiss der Philippsthaler Linien.
Alexis heiratete am 27. Juni 1854 in Schloss Charlottenburg Prinzessin Luise von Preußen (1829–1901), Tochter des Prinzen Carl von Preußen und dessen Ehefrau Marie, Prinzessin von Sachsen-Weimar-Eisenach. Die Ehe blieb kinderlos und wurde „kraft oberbischöflicher Gewalt durch landesherrlichen Ausspruch des Kurfürsten von Hessen“ am 6. März 1861 geschieden. Als Oberhaupt des Hauses Hessen-Philippsthal-Barchfeld folgte ihm Chlodwig (1876–1954), Sohn seines Bruders Wilhelm (1831–1890).